# João Ferreira (árbitro)
João Francisco Lopes Ferreira (Luanda, Angola, 25 de setembro de 1967) é um árbitro de Portugal.
Faz parte da Associação de Futebol de Setúbal. A sua profissão é militar - oficial do exército.
É um árbitro de categoria internacional, estando colocado na 3ª categoria da UEFA para a época de  2012/2013.